# 387
387 (CCCLXXXVII) var ett normalår som började en fredag i den julianska kalendern.

## Händelser

### Okänt datum
- Änklingen kejsar Theodosius I gifter sig med Galla, syster till hans kollega Valentinianus II.
- Den grekiske läkaren Oribase publicerar en avhandling om förlamning och blödningar.
- Augustinus döps av biskop Ambrosius av Milano.

## Födda
- Patrick, Irlands skyddshelgon (född omkring detta år)

## Avlidna
- S:ta Monica, mor till Augustinus